# 费尔个人防火墙
费尔个人防火墙专业版是费尔安全实验室自主研发的一款免费版个人防火墙软件，和费尔智能杀毒为姊妹产品。目前费尔个人防火墙专业版的最新版本为3.0版，于2005年发布。支持Windows 95、Windows 98、Windows ME、Windows NT、Windows 2000、Windows XP、Windows 2003等微软视窗操作系统。

## 外部連結
- 费尔安全实验室官方網站（简体中文） （页面存档备份，存于）